# Acura ARX-05
Chronologie des modèles
HPD ARX-04 Acura ARX-06
L'Acura ARX-05 est une voiture de course conçue par Honda Performance Development qui s'occupe de la compétition d'Acura et de Honda en Amérique du Nord. La voiture est confiée sur plusieurs saisons à l'écurie Team Penske qui aligne une paire de ce prototype en championnat WeatherTech United SportsCar.
La voiture est le cinquième prototype ARX (Acura Racing eXperimental) lancé en compétition par la marque. Il répond à la nouvelle réglementation DPi (Daytona Prototype international) de l'IMSA adoptée depuis 2017. Acura dévoile son Acura ARX-05 DPi lors du prestigieux événement Monterey Classic Car de Pebble Beach.

## Développement
L'engagement en Daytona Prototype international se fait sur la base d’une Oreca 07 dotée d'une carrosserie spécifique. Comme l’autorise le règlement, la face avant rappelle une Acura NSX et est très différent de celui de l'Oreca. La carrosserie est développée en interne aux États-Unis, chez Honda Performance Development, par une équipe de conception dirigée par Dave Marek, le directeur d'Acura Global Creative.
Le moteur est le bloc le V6 AR35TT 3,5 litres à double turbocompresseur basé sur celui utilisé en série. Le prototype a pris la piste fin juillet 2017, sur le circuit Paul-Ricard et doit faire ses débuts lors des 24 Heures de Daytona 2018.